# Agnorhiza
Agnorhiza là một chi thực vật có hoa trong họ Cúc (Asteraceae).

## Loài
Chi Agnorhiza gồm các loài: